# Jan Dusík
Jan Dusík (ur. 25 kwietnia 1975 w Pilźnie) – czeski urzędnik państwowy i działacz ekologiczny, w latach 2009–2010 minister środowiska.

## Życiorys
Absolwent prawa na Uniwersytecie Karola w Pradze (1998), w 2002 uzyskał magisterium w zakresie zarządzania środowiskiem na Uniwersytecie Oksfordzkim. W latach 90. działał w organizacjach ekologicznych, m.in. w czeskim ruchu Hnutí Brontosaurus. W 1998 został urzędnikiem w czeskim ministerstwie środowiska. W 1999 powołany na wicedyrektora, a w 2001 na dyrektora departamentu integracji europejskiej. W latach 2003–2004 był specjalistą w Dyrekcji Generalnej ds. Środowiska w strukturze Komisji Europejskiej. Powrócił następnie na dyrektorskie stanowisko w resorcie środowiska.
W 2006 został wiceministrem, a w 2007 pierwszym wiceministrem środowiska. Od listopada 2009 do marca 2010 sprawował urząd ministra środowiska w technicznym rządzie Jana Fischera.
Zajął się następnie działalnością konsultingową, był również doradcą ministra środowiska. Od 2011 związany z Programem Środowiskowym Organizacji Narodów Zjednoczonych (UNEP). Został najpierw wicedyrektorem, a następnie w tym samym roku p.o. dyrektora regionu europejskiego. W 2014 został zatwierdzony na stanowisku dyrektora regionalnego tej agendy.